# Флексор Самсон Модестович
Самсо́н Фле́ксор, уродж. Самсо́н Моде́стович Фле́ксор (рос. Самсон Модестович Флексор; порт. Samson Flexor; 9 вересня 1907, Сороки, Бессарабська губернія — 31 липня 1971, Сан-Паулу, Бразилія) — французький і бразильський художник єврейського походження, фундатор бразильського абстракціонізму.

## Життєпис

### Раннє життя
Самсон Флексор народився в повітовому бессарабському містечку Сороки в заможній єврейській родині. Його батько, Модест Флексор (Мордко Менахійович Флексер), син негоціанта з сільськогосподарської колонії Згуриця (нині Сороцького району Молдови), був відомим у всій губернії агрономом, землевласником та одним із найбагатших людей міста; мати — Марі-Жоржетт (уроджена Кляйнер) — була родом із Франції.
Здобув освіту в приватній гімназії в Сороках, потім в Одеському художньому училищі та в Бухаресті, куди переїхала вся родина. У 1922-1924 роках він навчався в Бельгійській королівській академії образотворчих мистецтв у Брюсселі, а з 1924 року — у паризькій Національній школі образотворчих мистецтв у Люсьєна Симона (1861-1945) і одночасно відвідував лекції з історії мистецтв у Сорбоннському університеті. У 1926 році він навчався техніки фрески в приватній Academie Ranson. Наприкінці 1920-х років його батьки теж оселилися в Парижі, і 1929 року сім'я отримала французьке підданство.

### Французький період
Малювати Флексор почав із сороцьких пейзажів, до 1920-х років майже цілком зосередився на портретистиці, спочатку виконаній у реалістичному ключі. З роками в портретних роботах з'являються все більш виражені експресіоністські риси. Перша персональна експозиція робіт Флексора відбулася 22 квітня 1927 року в брюссельській галереї Campagne Premiere, після чого відбулася участь у групових виставках у Парижі; протягом 1930-х років він регулярно виставлявся в Salon des Surindépendants.
1933 року під час пологів померла дружина Флексора Тетяна Яблокова. Ця трагедія спричинила творчу та екзистенціальну кризу: того ж року Флексор прийняв католицтво і деякий час не займався живописом. Коли ж він знову почав малювати, в його роботах з'явилися виразні релігійні мотиви. Стосунки художника з сім'єю в цей період різко охололи, і матеріальне становище погіршилося.
1939 року Флексор одружився другим шлюбом з Магдою Межичер, того ж року народився його перший син і він відновив стосунки з родиною. Уже наступного року батько придбав для нього будинок у Нормандії, де після короткочасної участі в русі опору, художник усамітнився з сім'єю і провів усі воєнні роки.

### Бразильський період
Після війни залишатися у Франції Флексору вже стало не до душі. У 1946 році він уперше відвідав Бразилію, а навесні 1948 року назовсім залишив Францію та оселився в Сан-Паулу. З переїздом до Бразилії реалізм повністю зник з робіт художника; вся подальша його творчість була абстрактною.
1951 року Флексор відкрив перше в Бразилії абстракціоністське ательє, де виставляли роботи групи, що об'єдналася навколо нього, сучасних бразильських абстракціоністів Жака Дюшеза, Норберто Нікола, Леопольдо Раімо, Альберто Теіхейра, Веги Нері, Анесії Пачеко е Чавес, Шарлотти Адлерової, Ернестіни Карман, Ірасеми і Гізели Ейхбаум. 1961 року Флексор відкрив друге абстракціоністське ательє. Єдиним винятком із цілком абстракціоністської творчості художника в бразильський період були фрески, виконані ним у 1948 році для церкви Nossa Senhora de Fátima і в 1958-1960 роках для церкви Nossa Senhora do Perpétuo Socorro в Сан-Паулу.
В останні роки життя і впродовж 1970-х років роботи Самсона Флексора регулярно експонували в Бразилії, останніми роками розширився інтерес до його творчості і за кордоном. Всеосяжна виставка зі ста полотен художника до столітнього ювілею його народження «Сто років/сто робіт» (100 de ani/100 de opere) відбулася з 11 до 28 вересня 2007 року на його батьківщині в Національному художньому музеї Молдови в Кишиневі, звідки в жовтні переїхала до Бухареста і далі - повторюючи життєвий шлях художника - до Брюсселя, Лондона, Парижа, Ріо-де-Жанейро та інших міст Бразилії — Белу-Орізонті, Сальвадору, Посус-ді-Калдас, і Сан-Паулу.